# نوپسرها یوناننسیس
نوپسرها یوناننسیس یک گونه سوسک از خانوادهٔ سوسک‌های شاخک‌دراز است. استفان فون برونینگ در سال ۱۹۶۰ این گونه را توصیف و بررسی کرد.